# To Kill a Clown
To Kill a Clown (bra: Os Palhaços Não Devem Morrer) é um filme estadunidense de 1972, dos gêneros drama, e suspense, dirigido por George Bloomfield, com roteiro dele e de I.C. Rapoport baseado no conto "Master of the Hounds", de Algis Budrys, publicado no Saturday Evening Post em agosto de 1966.

## Sinopse
Na tentativa de salvar seu casamento, um pintor e sua esposa se instalam numa ilha da Nova Inglaterra, onde são ameaçados pelo dono da ilha (veterano da guerra do Vietnã), seus dois cachorros e um zelador surdo-mudo.

## Elenco
- Alan Alda....... Major Evelyn Ritchie
- Blythe Danner....... Lily Frischer
- Heath Lamberts....... Timothy Frischer
- Eric Clavering....... Stanley